# Перевищення
Переви́щення (рос. превышение, англ. relative height, elevation, нім. relative Höhe f, Höhenunterschied m) — в геодезії, фізичній географії тощо — різниця абсолютних висот будь-яких точок земної поверхні. Наприклад, висота гірської вершини над рівнем дна гірської долини. Син. — відносна висота.
На малюнку показано принцип одержання перевищень при нівелюванні в гірничих виробках. Напрям нівелювання — зліва направо, тому а, b — відповідно відліки по задній та передній рейках. Перевищення h одержують за формулою h = a — b. При цьому відліки по рейках, встановлених на точках покрівлі, в формулу записують зі знаком мінус. Завдяки цьому завжди виконується встановлена умова: якщо передня точка буде вища від задньої, то перевищення буде додатнім, а якщо нижче — від'ємним (див. також нівелювання).